# Antonow A-1
Die Antonow A-1 ist ein Schulgleiter, der in der Sowjetunion um 1930 konstruiert und gebaut wurde.

## Geschichte
Konstruiert wurde die A-1 in den 1930er Jahren von Oleg Konstantinowitsch Antonow als einsitziges Gleitflugzeug. Etwa 5700 mal gebaut, bildete sie die Basis für das später entwickelte, 7600 mal produzierte, doppelsitzige Segelflugzeug Antonow A-2.

## Versionen
Die Antonow A-1 ist in mehreren Varianten gebaut worden:

### Prototypen
- Standard-1 (Стандарт-1)
- Standard-2 (Стандарт-2)

### Trainingsflugzeuge
- U-s1 (У-с1)
- U-s2 (У-с2) – erstes Serienmodell
- U-s3 (У-с3) – 1600 Exemplare
- U-s4 (У-с4) – 3000 Exemplare

### Segelflugzeuge
- P-s1 (П-с1)
- P-s2 (П-с2)

### Windenschleppfähige Flugzeuge
265 Exemplare wurden 1937 gebaut
- B-s3 (Б-с3)
- B-s4 (Б-с4)
- B-s5 (Б-с5)

## Technische Daten

Dreiseitenriss

| Kenngröße             | Daten       |
| --------------------- | ----------- |
| Besatzung             | 1           |
| Länge                 | 5,60 m      |
| Spannweite            | 10,56 m     |
| Höhe                  | 1,70 m      |
| Flügelfläche          | 15,64 m²    |
| Flügelstreckung       | 7,13        |
| Flächenbelastung      | 10,46 kg/m² |
| geringstes Sinken     | 1,15 m/s    |
| beste Gleitzahl       | 11,0        |
| Leermasse             | 92 kg       |
| max. Startmasse       | 164 kg      |
| Höchstgeschwindigkeit | 70 km/h     |